# Leonie Ebert
Leonie Ebert (Wurzburgo, 4 de octubre de 1999) es una deportista alemana que compite en esgrima, especialista en la modalidad de florete.
En los Juegos Europeos de Cracovia 2023 consiguió una medalla de bronce en la prueba por equipos. Ganó tres medallas en el Campeonato Europeo de Esgrima, en los años 2017 y 2022.

## Palmarés internacional
| Juegos Europeos    | Juegos Europeos    | Juegos Europeos   | Juegos Europeos     |
| Año                | Lugar              | Medalla           | Prueba              |
| ------------------ | ------------------ | ----------------- | ------------------- |
| 2023               | Cracovia (Polonia) | Medalla de bronce | Florete por equipos |
| Campeonato Europeo |                    |                   |                     |
| Año                | Lugar              | Medalla           | Prueba              |
| 2017               | Tiflis (Georgia)   | Medalla de bronce | Florete por equipos |
| 2022               | Antalya (Turquía)  | Medalla de oro    | Florete individual  |
| 2022               | Antalya (Turquía)  | Medalla de bronce | Florete por equipos |